# Knut Lundmark
Knut Emil Lundmark (14 de junio de 1889, Älvsbyn, provincia de Norrbotten-23 de abril de 1958, Lund) fue un astrónomo sueco especializado en el estudio de las galaxias, o «nebulosas», como se las llamaba al comienzo de su carrera científica antes de que se comprendiera su verdadera naturaleza. 

## Algunos de sus logros
El artículo sin duda más famoso de Knut Lundmark data de 1921. En él hace un inventario de los fenómenos llamados «estrellas invitadas» catalogados por los astrónomos del mundo chino, y que excluían a los cometas. Su recopilación corresponde a lo que se llamaban en la época «novae», y que en realidad eran bien novas o, más raramente, supernovas. Este trabajo permitirá, como consecuencia, a Edwin Hubble identificar la nebulosa del Cangrejo como restos de la explosión observada en el año 1054 y que corresponde a la supernova histórica SN 1054.
Lundmark trabajó principalmente en el estudio de las nebulosas, que poco a poco se comprobó que eran galaxias situadas fuera de nuestra propia Vía Láctea. En particular, fue uno de los primeros en determinar de manera convincente la magnitud de la distancia a la galaxia de Andrómeda, en 1923, lo que sugería con gran certidumbre su naturaleza extragaláctica. No obstante, Lundmark no comprendió del todo el impacto revolucionario de este descubrimiento, tal vez un poco incierto para él, ya que el mecanismo de las novas no se comprendía en aquel momento. Fue mediante la observación de las cefeidas en varias galaxias próximas como Edwin Hubble estableció definitivamente la naturaleza de estos objetos. Por cierto, el cálculo de Lundmark, que situó la galaxia de Andrómeda 63 veces más lejos que nuestro centro galáctico, es decir, a una distancia de 500 kpc, fue notablemente más precisa que la posterior determinación de Hubble por medio de las cefeidas, debido a la incertidumbre inherente a la magnitud absoluta de esos objetos.
En sus trabajos sobre las nebulosas próximas (es decir, las galaxias del Grupo Local) confirmó al británico Philibert Jacques Melotte en 1926 que la nebulosidad que este había descubierto en una inspección fotográfica tenía un aspecto similar a NGC 6822, que acababa de ser identificada como una galaxia por Hubble. Por esta razón, dicha nebulosa, descubierta de hecho previamente por Max Wolf más de quince años antes, se llama desde entonces galaxia de Wolf-Lundmark-Melotte (o WLM, las iniciales de los tres astrónomos que contribuyeron a su identificación). 
Interesado en la estructura del universo cercano, asimiló suficientemente la relatividad general, en un intento de poner a prueba por medio de la observación el modelo cosmológico de Willem de Sitter (llamado desde entonces «espacio de De Sitter»), comparando el equivalente de la ley de Hubble, que aún no había sido escrita como un fenómeno relacionado con la expansión del universo, con los cúmulos globulares de las proximidades de nuestra Vía Láctea.

## Eponimia
- La galaxia Wolf-Lundmark-Melotte tiene este nombre en su honor.
- El cráter lunar Lundmark lleva este nombre en su memoria.[5]
- El asteroide (1334) Lundmarka también conmemora su nombre.